# Chrysiptera brownriggii
Chrysiptera brownriggii là một loài cá biển thuộc chi Chrysiptera trong họ Cá thia. Loài này được mô tả lần đầu tiên vào năm 1828.

## Từ nguyên
Từ định danh brownriggii có lẽ được đặt theo tên của sĩ quan Robert Brownrigg, Thống đốc Ceylon (Sri Lanka), nơi mẫu định danh được thu thập.

## Phạm vi phân bố và môi trường sống
C. brownriggii trước đây có phạm vi phân bố rộng khắp khu vực Ấn Độ Dương - Thái Bình Dương, nhưng quần thể ở Thái Bình Dương đã được xác định là một loài chị em với C. brownriggii, là Chrysiptera leucopoma. Phạm vi thực sự của C. brownriggii chỉ giới hạn ở Ấn Độ Dương, từ vùng bờ biển Đông Phi trải dài về phía đông đến Tây Indonesia.
C. brownriggii thường sống ở đới mặt bằng rạn của rạn san hô viền bờ, nền đáy là đá vụn và có nhiều sóng ở độ sâu đến ít nhất là 12 m.

## Mô tả
Chiều dài lớn nhất được ghi nhận ở C. brownriggii là 8 cm. Chúng có màu nâu sẫm với hai sọc trắng (một trên thân và một trên cuống đuôi) và một vệt vàng trên nắp mang. Cá con có kiểu hình giống với C. leucopoma, màu vàng với sọc xanh lam dọc lưng.
Số gai ở vây lưng: 13; Số tia vây ở vây lưng: 12–13; Số gai ở vây hậu môn: 2; Số tia vây ở vây hậu môn: 11–13; Số gai ở vây bụng: 1; Số tia vây ở vây bụng: 5; Số tia vây ở vây ngực: 18–19.

## Sinh thái học
Thức ăn chủ yếu của C. brownriggii là tảo, nhưng cũng có thể bao gồm cả động vật giáp xác. Loài này có tính lãnh thổ nhưng vẫn thường sống thành nhóm và không bơi xa nơi trú ẩn của chúng. Cá đực có tập tính bảo vệ và chăm sóc trứng; trứng bám chặt vào nền tổ.